# Matelea denticulata
Matelea denticulata är en oleanderväxtart som först beskrevs av M. Vahl, och fick sitt nu gällande namn av Fontella och Schwarz. Matelea denticulata ingår i släktet Matelea och familjen oleanderväxter. Inga underarter finns listade i Catalogue of Life.